# Щербина Микола Миколайович
Микола Миколайович Щерби́на (13 вересня 1959, село Рудівка — 11 серпня 2016, місто Черкаси) — черкаський краєзнавець, учитель вищої категорії, Почесний краєзнавець України (2011).

## Біографія
Народився Микола Миколайович 1959 року у селі Рудівка Прилуцького району Чернігівської області. До 1976 року навчався у Черкаській ЗОШ № 5. 1981 року закінчив історичний факультет Київського державного університету імені Т. Г. Шевченка за спеціальністю вчитель історії та суспільствознавства. З 1990 року і до кінця життя працював учителем історії у Черкаській загальноосвітній школі № 32, вів краєзнавчі гуртки при Черкаському ЦТКЕСУМ.
З 1993 року почав активно займатись краєзнавством. 1995 року став членом Черкаської обласної організації Національної спілки краєзнавців України, з 2003 року — член правління цієї організації. З 2013 року став членом Черкаської міської організації Національної спілки журналістів України. Серед краєзнавчих тем провідне місце посідає вивчення історії культурно-мистецьких закладів міста Черкаси, антропоніміка та топоніміка Черкаської області, вивчення історії Городищенського району.
2011 року отримав звання «Почесний краєзнавець України», 2014 року нагороджений пам'ятною медаллю з нагоди 200-річчя від дня народження Т. Г. Шевченка. 2015 року отримав диплом «Кращому освітянину 2014 року», лауреат відзнаки «Малиновий дзвін душі» за цикл зворушливих публікацій про ветеранів педагогічної праці на сторінках Всеукраїнського тижневика «Освіта».

Одна з його книг

Микола Миколайович автор декількох книг, понад 10 брошур та понад 500 нарисів і статей —http://shcherbina.ucoz.ua/publ/ [Архівовано 1 вересня 2017 у Wayback Machine.]. Серед його наробків книги «Цікава топоніміка Черкащини» (2012), «Моя мала батьківщина — Дирдин» (у співавторстві, 2013), «Село моє рідне — мій світ» (у співавторстві, 2016), «Топонімія Городищенського району Черкаської області» (2017), «Черкащина: історія краю та його людності» (у співавторстві, 2017), «Краєзнавці Городищини: біобібліографічний довідник» (2017). 2011 року виступив співурядником краєзнавчого видання «Городищина», 2014 року — співурядником видання «Прислухайся, як трави шелестять…» та співукладачем збірки «Легенди і перекази Городищини». 2015 року був співукладачем збірки «Гірка правда остарбайтерів».
Вів сторінку «Краєзнавство від Миколи Щербини» на сайті Городищенського району Городище Online та сайт Черкаської ЗОШ № 32, а також власний сайт http://shcherbina.ucoz.ua/ [Архівовано 1 вересня 2017 у Wayback Machine.].